# 基里洛·卡拉比茨
基里洛·伊萬諾維奇·卡拉比茨 OBE（羅馬化：Kyrylo Ivanovych Karabyts ；1976年|12月26日），乌克兰指挥家，活跃于音乐厅和歌剧院，其唱片主要包括乌克兰、俄罗斯和其他东欧音乐的录音。